# Григстаун (Њу Џерзи)
Григстаун (енгл. Griggstown) насељено је место без административног статуса у америчкој савезној држави Њу Џерзи.

## Демографија
По попису из 2010. године број становника је 819.
| Група             | 2000.    | 2010.       |
| Белци             | 0 (0,0%) | 687 (83,9%) |
| Афроамериканци    | 0 (0,0%) | 23 (2,8%)   |
| Азијати           | 0 (0,0%) | 33 (4,0%)   |
| Хиспаноамериканци | 0 (0,0%) | 51 (6,2%)   |
| Укупно            | 0        | 819         |